# Arsha Shakouri
Arsha Shakouri (Teherán, Irán, 1 de octubre de 2006) es un futbolista iraní que juega de portero en el Havadar S. C. de la Iran Pro League.

## Estadísticas

### Clubes
Actualizado al último partido disputado el 13 de noviembre de 2023.
| Havadar S. C. Irán                    | 1.ª           | 2023-24       | 0 | 0 | 0 | 0 | ― | ― | 0 | 0 |
| Havadar S. C. Irán                    | Total club    | Total club    | 0 | 0 | 0 | 0 | 0 | 0 | 0 | 0 |
| Total carrera                         | Total carrera | Total carrera | 0 | 0 | 0 | 0 | 0 | 0 | 0 | 0 |
| (1) Hace referencia a goles encajados |               |               |   |   |   |   |   |   |   |   |